# Baoshan, Yunnan
Baoshan, tidigare stavat Paoshan, är en stad på prefekturnivå i Yunnan-provinsen i södra Kina. Den ligger omkring 380 kilometer väster om provinshuvudstaden Kunming.

## Administrativ indelning
Baoshan består av ett stadsdistrikt och fyra härad:
- Stadsdistriktet Longyang (隆阳区), 5 011 km², 850 000 invånare;
- Häradet Shidian (施甸县), 2 009 km², 330 000 invånare;
- Häradet Tengchong (腾冲县), 5 845 km², 610 000 invånare;
- Häradet Longling (龙陵县), 2 884 km², 270 000 invånare;
- Häradet Changning (昌宁县), 3 888 km², 340 000 invånare.

## Klimat
Genomsnittlig årsnederbörd är 1 229 millimeter. Den regnigaste månaden är juli, med i genomsnitt 306 mm nederbörd, och den torraste är januari, med 6 mm nederbörd.